# فاطمة وشاي
فاطمة وشاي (مواليد 3 ديسمبر 1955) هي ممثلة مغربية. من الممثلات الأكثر تقديرًا في المغرب لما لها من سنين خبرة في التلفزيون المغربي، حيث ظهرت في عدة أفلام تنوعت بين الدراما والكوميديا.

## النشأة
وُلدت فاطمة وشاي في 3 ديسمبر 1955 بمدينة آسفي، ونشأت وسط بيت مولع بالفن، حيث كان والدها فنانًا وشاعرًا في فن الملحون، وكان يصطحبها معه إلى المسرح والسينما، وكذا الحفلات الموسيقية، فتولدت لديها الرغبة في اقتحام هذا العالم الفني، فجاءت انطلاقتها الفنية من خشبة المسرح،

## مسيرتها الفنية
بدأت فاطمة وشاي مسيرتها في التمثيل من خلال خشبة المسرح في مدينتها آسفي، ثم قدمت عدة مسرحيات في مختلف المدن المغربية ما لفت الأنظار إلى موهبتها في التمثيل، لتنتقل إلى التلفزيون وتتألق في أعمال فنية متميزة، أبرزها مسلسل سرب الحمام، ودواير الزمان، والمصابون، ووجع التراب.
سينمائيًا، شاركت في فيلم المطرقة والسندان، وياريت
أما في المسرح، فشاركت في «مولاي إدريس» و«أين الرؤوس»، و«البغلة هذا شهرها»، و«شعيبة ياوليدي»، كما تملك عدة سيتكومات مثل «عائلة محترمة سنة 2005»، سلسلة رمانة وبرطال، وسلسلة حديدان. ولديها أيضا عدة أفلام ناجحة مثل «رحيمو» و«الحي الخلفي» وأيضا الفيلم الناجح «عويشة دويبة».
اشتهرت عند الجمهور المغربي بأدوارها المتميزة، إذ تتألق في أداء أدوار المرأة المغلوب على أمرها، كما تتميز أيضا بأداء أدوار المرأة المتسلطة، ولها مشاركة مميزة في برنامج مداولة وهو برنامج يهدف إلى تحسيس المواطنين بالقضايا العامة التي يترافع بشأنها أمام المحاكم.

## روابط خارجية
- فاطمة وشاي على موقع IMDb (الإنجليزية)
- فاطمة وشاي على موقع قاعدة بيانات الأفلام العربية
- فاطمة وشاي على موقع ألو سيني (الفرنسية)
- فاطمة وشاي على موقع قاعدة بيانات الفيلم (الإنجليزية)
- فاطمة وشاي على موقع ألوسيني